# Кзыл-Кичу
 Кзыл-Кичу  — опустевший поселок в Альметьевском районе Татарстана. Входит в состав Бишмунчинского сельского поселения.

## География
Находится в юго-восточной части Татарстана на расстоянии приблизительно 19 км на восток-юго-восток от районного центра города Альметьевск. 

## История
Основан по одним данным в 1930-х годах. По другим данным основание поселка относится к началу 1920-х годов, основателями были переселенцы из села Бишмунча. Другое название поселка было Чумечле. Работали колхозы «Кзыл Кичу», им.Кирова и им.Ленина.

## Население
Постоянных жителей было: в 1938 - 120, в 1949 - 103, в 1958 - 74, в 1970 - 30, в 1979 - 12, в 1989 – 3, в 2002 – 0, 0 и в 2010.